# Sapromyza brachysoma
Sapromyza brachysoma är en tvåvingeart som beskrevs av Daniel William Coquillett 1898. Sapromyza brachysoma ingår i släktet Sapromyza och familjen lövflugor. Inga underarter finns listade i Catalogue of Life.